# Trèvol indi
El trèvol indi (Trifolium amoenum) és un membre de la família de les fabàcies i es troba en perill d'extinció.

## Descripció
Aquesta planta anual, vellosa, erecta i que pot arribar a créixer de 10 a 60 centímetres d'alçada. Les fulles són trifoliades, marcadament obovalades, i de 2 a 3 centímetres de llargària. Les flors són de color porpra amb les puntes de color blanc. Aquestes tenen una llargària de 12 a 16 mil·límetres i s'agrupen en denses inflorescències en forma de capítols esfèrics o ovoides, de 2 a 3 centímetres de llarg. Les flors apareixen entre abril i juny. El Trifolium amoenum és similar en aparença a T. macraei, però en general és més gran i les flors manquen de bràctees.

## Distribució
Aquesta herba anual subsisteix en les zones de pastures de la Badia de San Francisco i la costa de Califòrnia. Aquesta flor silvestre té un creixement erecte i es troba normalment en els sòls pesats en alçades inferiors a 100 metres. Recents investigacions sobre la conservació T. amoenum s'ha dut a terme pel laboratori de Bodega Marine Laboratory.